# Sóc lớn xám
Sóc lớn xám (Ratufa macroura) là một loài sóc cây lớn trong chi Ratufa, sống ở vùng núi tỉnh Trung Tâm và Uva của Sri Lanka, trong những vệ rừng ngập nước dọc sông Kaveri và những cánh rừng sương mù của các bang Karnataka, Tamil Nadu và Kerala miền nam Ấn Độ. Liên minh Bảo tồn Thiên nhiên Quốc tế (IUCN) xem đây là một loài sắp bị đe dọa do mất môi trường sống.